# W Nowej Fundlandii
W Nowej Fundlandii – powieść autorstwa polskiego pisarza Wiesława Wernica z 1988 roku.
Książka opowiada o przygodach trapera Karola Gordona. Akcja tej powieści przygodowej dzieje się w Nowej Fundlandii. Doktor Jan, przyjaciel głównego bohatera, wyrusza wraz z nim do leśniczówki, w której mieszka przyjaciel Karola. Po pewnym czasie odnajdują w okolicy ślady bytności tajemniczych przybyszów, którzy porywają ojca leśnika aby zrealizować swój plan.